# Garnacha tintorera

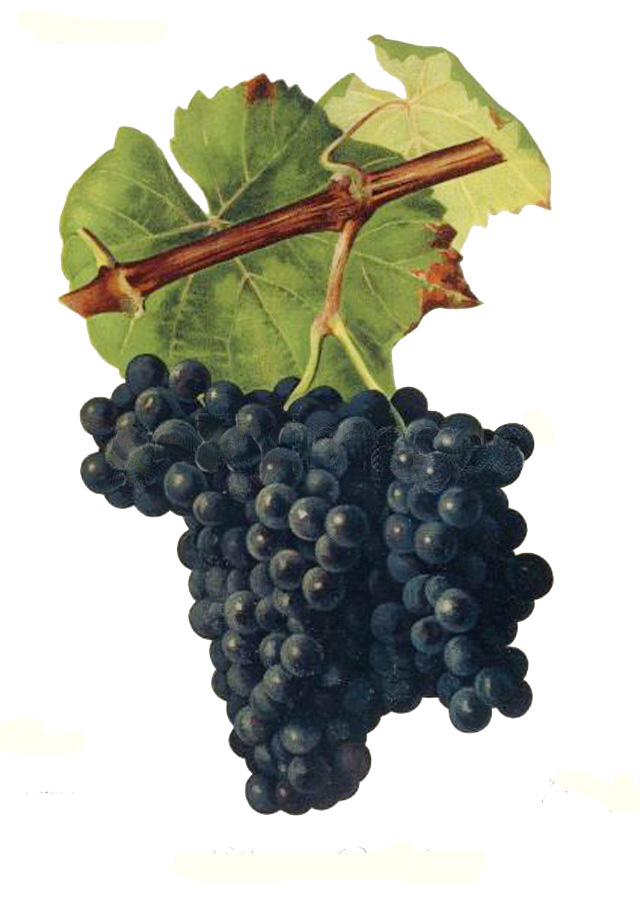
Un racimo de garnacha tintorera.

La garnacha tintorera (conocida internacionalmente como Alicante Bouschet o Alicante Henri Bouschet) es una uva de vino que ha sido cultivada ampliamente desde 1866. Se trata de un cruce entre la petit Bouschet (que a su vez es un cruce muy antiguo de las variedades teinturier du Cher y aramon) y la garnacha.
La garnacha tintorera es una teinturier, una uva con pulpa roja. Es una de los pocas uvas teinturier que pertenecen a la especie de vitis vinífera. Su intenso color hace que sea útil para mezclarse con el vino tinto claro. Fue plantado en gran medida en California durante la Ley Seca estadounidense para la exportación a la Costa Este. Su piel gruesa la hizo resistente a la putrefacción durante el proceso de transporte. El color rojo intenso también era útil para aumentar la cantidad de vino durante la prohibición, ya que podría diluirse sin desmerecer en su apariencia. En el siglo XXI, la garnacha tintorera fue la duodécima uva de vino tinto más plantada en Francia, con plantaciones considerables en las regiones de Languedoc, Provenza y Cognac.
A pesar de tener como sinónimo el término Alicante Bouschet, la garnacha tintorera no es originaria de Alicante, sino que tiene su origen en lo ya nombrado, como se constató con pruebas de ADN.

## Historia
La uva fue cultivada primero en Francia en 1866 por Henri Bouschet (que la había creado en 1855) como un cruce de la petit Bouschet y la garnacha. La petit Bouschet fue una uva creada por su padre, Louis Bouschet. El resultado fue producir una uva con un color intenso y una calidad mayor que la teinturier du Cher. Algunas variedades de la Alicante Bouschet fueron producidas de diversa calidad. La uva con mayor rendimiento y un mantenimiento más fácil ganó popularidad entre los productores de vino franceses, especialmente en los años que siguieron a la epidemia de filoxera. A finales del siglo XIX había plantaciones de garnacha tintorera en Burdeos, Borgoña, el Valle del Loira y en Alentejo (Portugal).
La uva fue ampliamente conocida en los Estados Unidos durante los años de la Ley Seca. Los agricultores californianos del Valle Central descubrieron que su pulpa era tan carnosa y jugosa que se podía fermentar su zumo hasta en el tercer prensado. En contraste con ello, los vinos hechos de uvas como la chardonnay y la merlot normalmente solo incluyen el jugo del primer o segundo prensado. En 1928, un lote subastado de 225 vagones de esta uva fue adquirido por un solo comprador.

## Regiones vitícolas
En Francia, la uva ha estado mezclada históricamente con la aramon, pero en tiempos recientes se han hecho más vinos con esta variedad. Sin embargo, la plantación de nuevas viñas ha disminuido. En algunas zonas de Francia, la uva ya está extinta. La enóloga Jancis Robinson cree que la garnacha tintorera ha encontrado su verdadero hogar en Alentejo, Portugal, donde se plantó por primera vez en Herdade do Mouchão en la década de 1890. Fue plantada ampliamente en toda la región vinícola de Alentejo y hoy (habiendo crecido exponencialmente en popularidad desde finales de 1990) es un vino frecuentemente caro. Sus vinos de gama alta son apreciados por su envergadura, su color denso y su contenido fenólico. En Chile la uva se mezcla con cabernet sauvignon para hacer vinos concentrados varietales. En California la uva era popular entre los productores de vino doméstico durante la Ley Seca y todavía se cultiva hoy en día en los condados de Napa, Sonoma y Madera. Otras zonas con notables plantaciones de Alicante Bouschet son Argelia, Israel y algunas partes del centro y del sur de Italia.
Dada la popularidad de esta uva en España, existe la creencia infundada de que es originaria de Aragón. En España está muy difundida. Según la Orden APA/1819/2007, la uva garnacha tintorera es una variedad vinífera recomendada en las comunidades autónomas de Asturias, Castilla-La Mancha y Valencia; está autorizada en Aragón, Castilla y León, Cataluña, Extremadura, Galicia y Murcia.
Es variedad principal en la Denominación de Origen Almansa (provincia de Albacete). Otras denominaciones que la usan son: Alicante, Bierzo y Ribeira Sacra.
También hay plantaciones en Australia, Perú y Sudáfrica.[cita requerida]

## Características
La hoja es de tamaño pequeño a mediano, presentando la característica de enrollarse en forma de garra hacia su envés; el color de las hojas, en el haz, es verde muy oscuro, mientras que el envés tiene textura algodonosa. El racimo es pequeño, de forma cónica corta. Sus bayas son de tamaño mediano y forma esférica. Tienen la pulpa coloreada, lo que sirve para dar más color al vino. Precisamente su nombre viene de esa cantidad de color que aporta por su pulpa coloreada. En cuanto al color de la piel es azul casi negra. Es una variedad sensible al mildiu y la excoriois.

### Sinónimos
La garnacha tintorera, o Alicante Bouschet, también es conocida por los sinónimos Alicant de Pays, Alicante, Alicante Bouchet, Alicante Bouschet 2, Alicante extra fertile, Alicante femminello, Alicante H. Boushet, Alicante Henri Bouschet, Alicante nero, Alicante noir, Alicante tinto, Alicantina, Alikant buse, Alikant buse bojadiser, Alikant bushe, Alikant bushe ekstrafertil, Alikant Bushe nr. 2, Alikant Genri Bushe, Alikante Henri Bouschet, aragonais, aragonés, arrenaou, baga, bakir uezuemue, barvarica, blasco, bojadiserka, carignan jaune, cupper grape, galmatinka, garnacha, lhadoner, kambuša, moraton, mouraton, murviedro, negral, pe de perdiz, pe de pombo, petit Bouschet, redondal, rivesaltes, rivos altos, roussillon, rouvaillard, sumo tinto, tinta fina, tinta francesa, tinto, tinto nero, tinto velasco, tintorera, tintorera de Liria, tintorera de Longares, tinturao y uva di Spagna.